# حدار (شبام كوكبان)

تعديل مصدري - تعديل

حدار هي إحدى قرى عزلة الزبيرات بمديرية شبام كوكبان التابعة لمحافظة المحويت، بلغ تعداد سكانها 166 نسمة حسب تعداد اليمن لعام 2004.